# Promieniowanie synchrotronowe

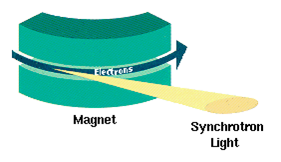
Schemat generowania promieniowania synchrotronowego

Promieniowanie synchrotronowe, promieniowanie betatronowe – promieniowanie elektromagnetyczne o charakterze nietermicznym, podobne do promieniowania cyklotronowego, lecz generowane przez naładowane cząstki (głównie elektrony) poruszające się w polu magnetycznym z prędkością bliską prędkości światła w próżni, w wyniku czego są przyspieszane po krzywoliniowych torach. Można je uzyskać sztucznie w pierścieniach akumulacyjnych synchrotronów lub naturalnie w wyniku szybkiego ruchu elektronów przez pola magnetyczne w przestrzeni kosmicznej. Promieniowanie synchrotronowe zawiera typowo pasma podczerwone, widzialne, ultrafioletu oraz X.
Teorię promieniowania synchrotronowego opracował radziecki fizyk-teoretyk pochodzenia ukraińskiego Dmytro Iwanenko.

## Promieniowanie synchrotronowe z pierścieni akumulacyjnych
Promieniowanie synchrotronowe charakteryzuje się:
- wysoką jasnością i intensywnością, wiele rzędów wielkości większą niż w przypadku konwencjonalnych lamp rentgenowskich,
- wysoką światłością, przekraczającą wszelkie inne sztuczne czy też naturalne źródła o wiele rzędów wielkości: typowe źródła trzeciej generacji mają światłość większą niż:

{\displaystyle {\frac {10^{18}\operatorname {foton} }{\operatorname {s} \cdot \operatorname {mm} ^{2}\cdot \operatorname {mrad} ^{2}\cdot 0,1\%\operatorname {BW} }}}
gdzie {\displaystyle 0,1\%\mathrm {BW} } odpowiada szerokości pasma {\displaystyle 10^{-3\omega }} o częstotliwości ω,
- wysoką kolimacją, to znaczy małym kątem dywergencji (rozbieżności) wiązki,
- niską emitancją, czyli niewielkim przekrojem źródła światła i małym kątem przestrzennym,
- wytwarzaniem fotonów o szerokim zakresie energii, od kilku do kilku tysięcy elektronowoltów,
- wysokim stopniem polaryzacji (liniowej lub eliptycznej),
- emisją w bardzo niewielkich przedziałach czasu (rzędu nanosekundy lub poniżej, czyli miliardowe części sekundy).

Elektrony są przyspieszane na kilku etapach, aby móc osiągnąć końcową energię rzędu gigaelektronowoltów (GeV). Elektrony znajdują się wewnątrz pierścienia z próżnią i poruszają się po zamkniętym obwodzie, przez to okrążając pierścień ogromną liczbę razy. Tor ruchu elektronów po obwodzie jest wymuszony przez potężne pola elektromagnetyczne. Elektromagnetyzm służy skupianiu wiązki ładunków, których jednoimienność powoduje wzajemne odpychanie (zgodnie z prawem Coulomba). Zmiana kierunku jest formą przyspieszenia i stąd elektrony emitują promieniowanie o energii rzędu gigaelektronowoltów. Występuje tu podobieństwo do radionadajników, lecz z tą różnicą, że takie przyspieszenie zmienia obserwowaną częstotliwość o czynnik γ, zgodnie z efektem Dopplera. Kolejnym znaczącym efektem relatywistycznym jest to, że wzór promieniowania także odbiega od izotropowego wzoru dipola oczekiwanego z nierelatywistycznej teorii, dając skrajnie skierowany do przodu stożek promieniowania. To sprawia, że promieniowanie synchrotronowe jest jednym z najjaśniejszych źródeł promieniowania X. Przyspieszenie w geometrii płaskiej powoduje, że promieniowanie jest spolaryzowane liniowo, gdy obserwowane w płaszczyźnie orbitalnej oraz spolaryzowane kołowo, gdy obserwowane przy niewielkim kącie do tej płaszczyzny.
Wzrastająca społeczność naukowa zaczęła sobie zdawać sprawę z zalet używania promieniowania synchrotronowego w badaniach spektroskopowych i dyfrakcyjnych począwszy od lat 60 i 70. Na początku pierścienie akumulacyjne były budowane dla celów fizyki cząstek, a promieniowanie synchrotronowe było uzyskiwane przy okazji, gdy uginane promieniowanie elektromagnetyczne musiało być wydobyte przez dodatkowo wywiercone otwory.
Z czasem, gdy zastosowanie promieniowania synchrotronowego stawało się coraz częstsze i bardziej obiecujące, zaczęto wbudowywać w istniejące pierścienie urządzenia, które poprawiały natężenie promieniowania synchrotronowego. Synchrotrony trzeciej generacji zostały od początku przemyślane i zoptymalizowane dla uzyskania promieniowania X o wysokiej jasności.
Działają już źródła czwartej generacji promieniowania synchrotronowego – lasery rentgenowskie. 
W 2019 r. najsilniejszym źródłem synchrotronowego spójnego promieniowania był znajdujący się w hamburgu European XFEL. Wcześniej w Hamburgu był laser FLASH wytwarzający impulsy monochromatycznego promieniowania w zakresie XUV-SX (skrajnego ultrafioletu próżniowego do miękkiego promieniowania rentgenowskiego) o mocy szczytowej w impulsie dochodzącej do 1 GW. Szczytowe natężenie w impulsie osiągać może wartości ponad 9 rzędów wielkości większe niż otrzymywane z najpotężniejszych synchrotronów III generacji.
Jak wspomniano powyżej, uginające wiązkę elektromagnesy są często stosowane do generowania promieniowania, jednak aby wygenerować silniejsze promieniowanie, czasem stosowane są inne urządzenia zwane urządzenie wstawkowe. Źródła trzeciej generacji bazują głównie na tych urządzeniach wstawkowych, gdzie proste odcinki w magnesie zakrzywiającym są używane do wprowadzenia periodycznej struktury magnetycznej (złożone z szeregu magnesów o odpowiednio ułożonych biegunach N i S), która kierunkuje elektrony sinusoidalnie lub spiralnie. W ten sposób, zamiast pojedynczego ugięcia, wiele dziesiątek lub setek wigglerów w precyzyjnie określonych miejscach zwielokrotnia całkowitą intensywność wiązki. Główna różnica pomiędzy wigglerami a undulatorami polega na intensywności ich pola magnetycznego i amplitudzie elektronu.
W pierścieniach akumulacyjnych znajdują się otwory umożliwiające wyjście promieniowaniu do komór próżniowych dostępnych badaczom. Duża liczba takich strumieni promieniowania może powstać we współczesnych synchrotronach trzeciej generacji.

## Promieniowanie synchrotronowe w przestrzeni kosmicznej

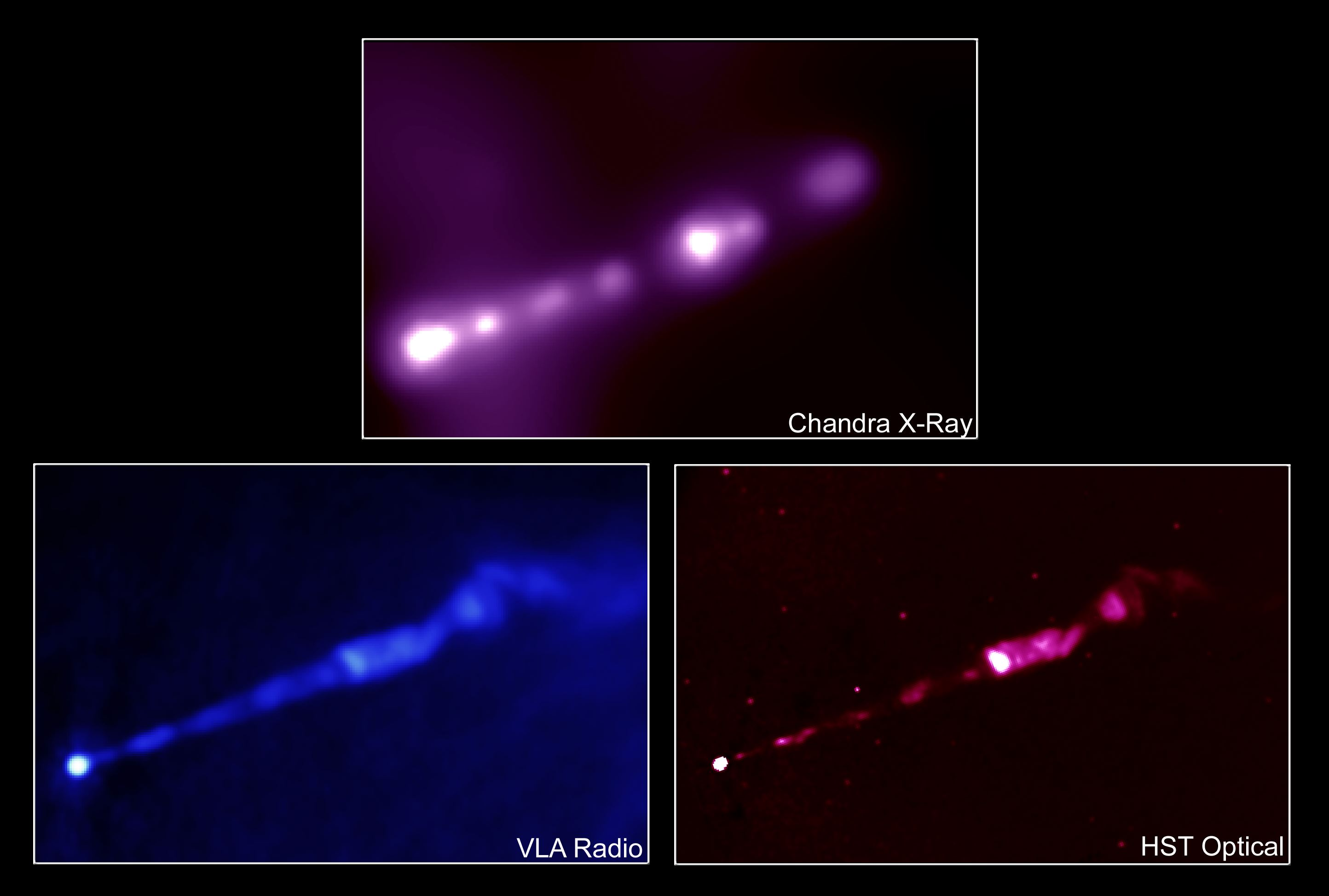
Energetyczny dżet z M87. Świecenie jest promieniowaniem synchrotronowym. Wysokoenergetyczne elektrony poruszające się po spiralnych torach, wzdłuż pól magnetycznych.

Promieniowanie synchrotronowe jest generowane także przez struktury astronomiczne i ruch w przestrzeni kosmicznej, gdy elektrony poruszają się po torach spiralnych w polu magnetycznym. Zostało ono odkryte w 1956 roku przez Geoffreya R. Burbridge’a w dżecie wyemitowanym przez M87, który spostrzegł to jako potwierdzenie przewidywań Iosifa Szkłowskiego z 1953 roku (było to jeszcze wcześniej przewidziane przez Hannesa Alfvéna i Nicolaia Herlofsona w 1950 roku).
Zasugerowano, że odpowiedzialnymi za wytworzenie promieniowania synchrotronowego są supermasywne czarne dziury, które grawitacyjnie rozpędzają zjonizowane cząstki w polach magnetycznych.
Fizyk plazmy Hannes Alfvén zasugerował, że jony poruszające się wzdłuż prądu Birkelanda formują podwójną warstwę, która może być przyspieszana do prędkości relatywistycznych, gdyż w niejednorodnym polu magnetycznym jony przyspieszają do prędkości relatywistycznych, wytwarzając tym samym promieniowanie synchrotronowe X i gamma. Mechanizm ten jest podobny do metody otrzymywania promieniowania X w laboratoriach.